# Base aérienne 943 Nice

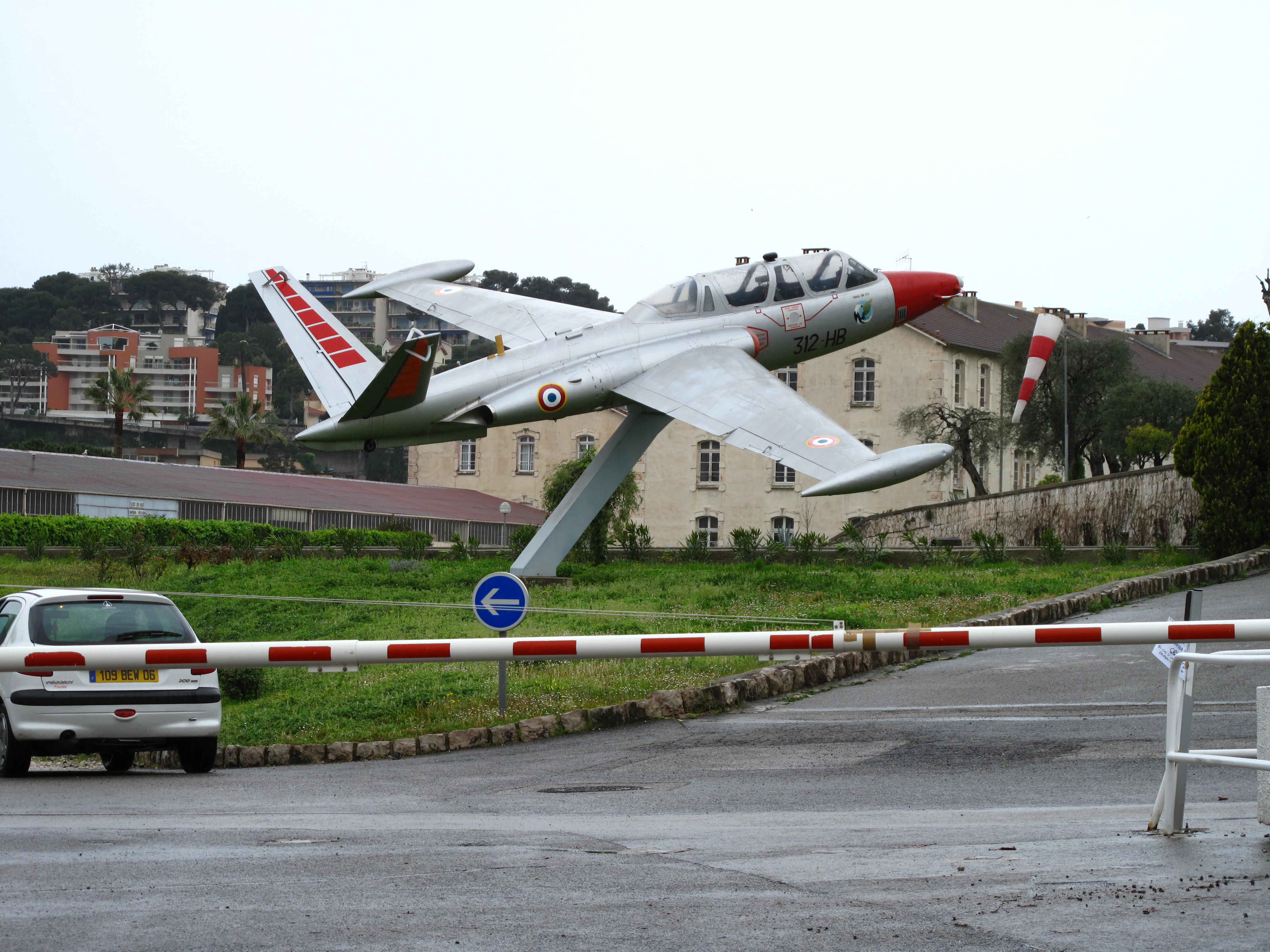
Fouga Magister faisant fonction de Gate guardian à l'entrée de la base.

La base aérienne 943 Nice Capitaine-Auber de l'aviation française est une ancienne implantation de l'armée de l'air française dans le sud-est de la France, dissoute en 2012, et transformée alors en élément air rattaché 943 (EAR 943).
La base aérienne 943 est divisée entre deux sites : l'un au sommet du mont Agel (près de Nice) sur le territoire de la commune de Peille (département des Alpes-Maritimes, région Provence-Alpes-Côte d'Azur), et l'autre à la caserne Gardanne, sur le territoire de la commune de Roquebrune-Cap-Martin. La base du mont Agel utilise en partie les installations de l'ex-ouvrage du Mont-Agel de la ligne Maginot alpine. Sa mission est la surveillance des mouvements aériens au-dessus du Sud-Est de la France opérant en tant que centre de détection et de contrôle (CDC) 05/943, indicatif d'appel tactique « Rhodia radar ».
Une installation similaire est située à la base aérienne de Drachenbronn dans le Nord-Est de la France. La base de Gardanne abrite les fonctions administratives et le logement du personnel dans une ancienne caserne des chasseurs alpins.
Le CDC 05/943 est responsable de l'identification de tous les aéronefs dans sa zone de responsabilité, et de la coordination de la circulation aérienne militaire dans l'espace aérien du sud-est de la France. L'installation a la capacité d'interagir avec les avions de contrôle aérien E-3F et E-2C. Il est équipé d'un radar de recherche appelé 23 cm à cause de sa longueur d'onde à deux dimensions et d'un radar en trois dimensions (donc mesurant l'altitude en plus de l'azimut/distance) appelé « Palmier » . Les données sont intégrées par un système VISU V.
Après automatisation des installations radar, le ministère français de la Défense annonce à l'été 2008 sa volonté de fermer la base, ce qui devient effectif en juillet 2012. Un radar Ground Master 406 a été commandé le 7 septembre 2012 pour ce site. Il est inauguré le 19 octobre 2017.